# Nouria Benghabrit-Remaoun
Nouria Benghabrit-Remaoun (Oujda, 5 marzo 1952) è una sociologa e politica algerina,  ministro dell'Educazione nazionale nel terzo governo Sellal.
È nata da una famiglia di Tlemcen di origini andaluse; è nipote del fratello di Si Kaddour Benghabrit.
Era direttore del Centro nazionale per la ricerca in antropologia sociale e culturale.